# Senožaty
Senožaty (německy Heumahd) jsou obec v okrese Pelhřimov v Kraji Vysočina, cca 10 kilometrů od města Humpolec. Žije zde 849 obyvatel.

## Části obce
- Senožaty
- Nečice
- Otavožaty
- Tukleky

V letech 1961–1990 k obci patřil Syrov.

## Školství
- Mateřská škola Senožaty
- Základní škola Senožaty
- Dětský domov Senožaty

## Pamětihodnosti
- Kostel svatého Jana Nepomuckého
- Studna V lázni
- Dům čp. 74